# Oli Hayhurst
Oli Hayhurst (rond 1975) is een Britse jazzcontrabassist.

## Biografie
Hayhurst, die opgroeide in Cambridge, speelde eerst klarinet, daarna gitaar en basgitaar in lokale bands. Na een mislukte poging om natuurkunde te studeren, volgde hij lessen op de contrabas. In 1995 verhuisde hij naar Londen om te studeren aan de Royal Academy of Music. Tijdens zijn studie werkte hij bij Cara Dillon en Sam Lakeman.
Sinds zijn afstuderen in 2000 heeft hij op verschillende muzikale gebieden gewerkt. Tussen 2000 en 2002 maakte hij deel uit van Gilad Atzmons Orient House Ensemble. Hij toerde met deze formatie door Europa en was betrokken bij hun eerste twee platen voor Enja Records. Tussen 2002 en 2009 maakte hij deel uit van het kwartet van Tim Whitehead. Hij begeleidde ook Polly Paulusma in Europa in 2004 (als voorprogramma van Bob Dylan). In 2006 en 2007 maakte hij deel uit van de band Parallelogram, een samenwerking van jazz- en folkmuzikanten (met Lau, Pete Wareham en Brian Finnegan). Sinds 2006 maakt hij deel uit van het trio van Zoe Rahman. In hetzelfde jaar was hij betrokken bij haar album Melting Pot, dat bij de Parliamentary Jazz Awards 2006 werd uitgereikt voor beste album. In 2007 reisde Reem Kelani naar Syrië, waar hij speelde met lokale muzikanten in Damascus en Aleppo. Sinds 2008 speelt hij als onderdeel van Ray Gelato's Giants in Europa, Noord-Afrika en Brazilië en heeft hij regelmatig gastoptredens gehad met deze band in Ronnie Scott's Jazz Club en de Blue Note in Milaan. In 2009 was hij betrokken bij het Howeird-album van Sam Crockatt (het werd tijdens de Parliamentary Jazz Awards uitgeroepen tot beste album van het jaar). In 2011 ging hij met Julian Siegel de studio in voor het album Urban Theme Park. Hij was op concerttournee in Duitsland met zijn kwartet.
In 2012 toerde Hayhurst met Pharoah Sanders. In hetzelfde jaar verscheen een improvisatiealbum met de saxofonisten Jason Yarde en Eddie Prévost. Kate Williams, die tot nu toe vier albums met hem heeft opgenomen (het album Finding Home werd uitgeroepen tot beste album van het jaar bij de Parliamentary Jazz Awards in 2020), Georgia Mancio, Juliet Kelly, Alan Broadbent en Gerd Dudek (Night and Day, 2014) contracteerden ook Hayhurst. Hij werkte ook met Vanessa-Mae, Bill McHenry, John Parricelli, Maria Ewing, Jim Mullen, Patrizio Buanne, Melanie C, Martin Speake, Theo Travis, Bobby Wellins, Liam Noble, Mark Lockheart, Anita Wardell, Polly Gibbons, Henry Lowther, Joe Townsend en Martin Green. Hayhurst geeft sinds 2003 contrabasles aan de Purcell School in Londen. Hij schreef het oefenhulpmiddel Easy Bass Jazz with Backing Tracks.
- Library of Congress Control Number: no2013026861
- MusicBrainz: aad07a25-2f75-4cca-9096-cc09f408021a
- Nationale Bibliotheek van Israël: 987007323157605171
- Virtual International Authority File: 299082397
- WorldCat: E39PBJwRQV6ctH9TrKWPrQMVmd